# Petr Čech
Petr Čech (; Plzeň, 20 maggio 1982) è un ex calciatore e hockeista su ghiaccio ceco, di ruolo portiere.
Considerato uno dei più forti portieri della propria generazione, nel 2005 è stato votato miglior portiere al mondo dall'IFFHS e miglior portiere della UEFA Champions League 2004-2005, venendo incluso nella squadra dell'anno UEFA. Sempre l'IFFHS l'ha classificato al terzo posto tra i migliori portieri del decennio 2001-2010 mentre la rivista ceca Lidové noviny lo ha nominato 2º miglior calciatore ceco del decennio 2000-2010. Dal 2004 al 2013 è stato sempre presente fra i migliori cinque portieri del mondo nella classifica del portiere dell'anno istituita dall'IFFHS. È stato inoltre da taluni messo a confronto con Peter Schmeichel, ex portiere del Manchester United, in un confronto per individuare il miglior portiere della storia della Premier League. Risulta inoltre essere il portiere con il maggior numero di partite senza subire gol nella storia della Premier League (200).
Ex calciatore di Viktoria Plzeň, Chmel Blšany, Sparta Praga e Rennes, è arrivato al Chelsea nel 2004, dopo aver vinto nel 2002 il Campionato europeo Under-21 con la sua Nazionale. Dopo undici stagioni con i Blues, nel 2015 si è trasferito all'Arsenal. Durante la sua carriera, ha vinto quattro campionati inglesi (2005, 2006, 2010 e 2015), cinque FA Cup (2007, 2009, 2010, 2012 e 2017), tre Coppe di Lega inglesi (2005, 2007 e 2015), quattro Supercoppe inglesi (2005, 2009, 2015 e 2017), una Champions League (2012) e una Europa League (2013).
Tra il 2002 e il 2016 ha fatto parte della nazionale ceca, di cui detiene il record di presenze con 124 partite disputate. A livello individuale è stato inoltre premiato talento ceco dell'anno 2001, prima di vincere nove volte di cui sei consecutive il premio come giocatore ceco dell'anno e dieci volte il Pallone d'oro della Repubblica Ceca.

## Caratteristiche tecniche
Portiere completo, abile tra i pali e sicuro nelle uscite, si distingueva per personalità, concentrazione e continuità di rendimento, doti che lo ponevano tra i migliori al mondo nel suo ruolo.

## Carriera

### Calciatore

#### Club

##### Inizi e Sparta Praga
Dopo aver giocato nelle giovanili del Viktoria Plzeň, a 17 anni esordisce come professionista nel Chmel Blšany, dove rimane fino al 2001. Nello stesso anno attira l'interesse dello Sparta Praga, che decide di acquistarlo. Diventa il portiere titolare e su 27 partite ne gioca 17 senza subire gol. Nella stagione 2001-2002 stabilisce il nuovo record di minuti di imbattibilità nel campionato ceco, che porta a 855 minuti.

##### Rennes
Nel 2002 viene acquistato dal Rennes, che spende per il suo cartellino 5 milioni di euro. Čech resta in Francia per due anni, fino alla stagione 2003-2004, giocando in totale 78 partite in tutte le competizioni.

##### Chelsea

###### 2004-2009

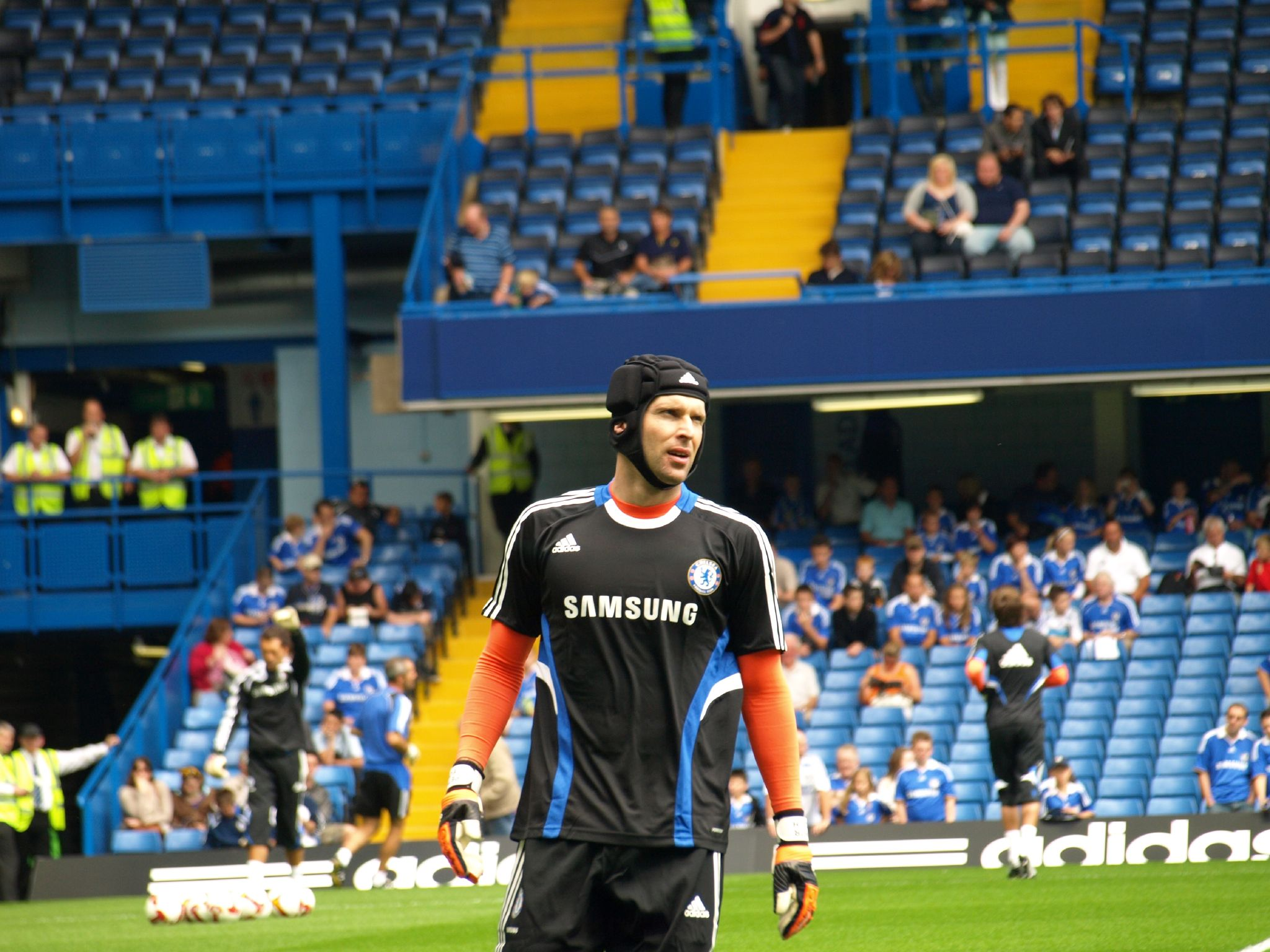
Čech prima della gara tra e nella Premier League 2008-2009.

Nel gennaio 2004 Čech firma un contratto con il Chelsea valido a partire dal luglio successivo: il costo del trasferimento, pari a 13 milioni di euro, ne fa il portiere più costoso nella storia dei Blues. All'inizio della stagione non è il primo portiere ma, quando Carlo Cudicini si infortuna al gomito nelle gare pre-stagionali, il nuovo tecnico José Mourinho decide di puntare su Čech come portiere titolare e conferma la sua decisione per il resto della stagione. Nella Premier League 2004-2005 stabilisce un nuovo record di 1025 minuti senza subire gol, dal 12 dicembre 2004 al 5 marzo 2005. Al termine della stagione vince il primo campionato inglese e la prima Football League Cup.
Nella stagione 2005-2006 Čech vince il primo Community Shield e soprattutto la seconda Premier League, giocando 34 gare e concedendo solo 20 gol. Nel febbraio 2006 prolunga il contratto con il Chelsea fino al 2010. Il 27 giugno 2006 si opera alla spalla per risolvere un problema perdurante dalla stagione precedente e torna in campo il 27 agosto successivo.
Il 14 ottobre 2006, durante la partita tra Reading e Chelsea, dopo soli 16 secondi dall'inizio dell'incontro, si scontra con il centrocampista avversario Stephen Hunt, riportando una gravissima frattura al cranio e venendo operato d'urgenza. Rientra in campo a 98 giorni dall'infortunio, il 20 gennaio 2007, nella gara contro il Liverpool; da allora, per tutto il resto della sua carriera, giocherà sempre indossando un caschetto protettivo. Nel corso della stagione 2006-2007 vince la seconda Football League Cup e la prima FA Cup, quest'ultima battendo il Manchester United per 1-0.
Nella stagione 2007-2008, nonostante qualche incertezza iniziale, si riconferma portiere di spessore mondiale ed è nominato miglior portiere della Champions League 2007-2008. Nella stagione seguente vince la FA Cup per la seconda volta.

###### 2009-2015

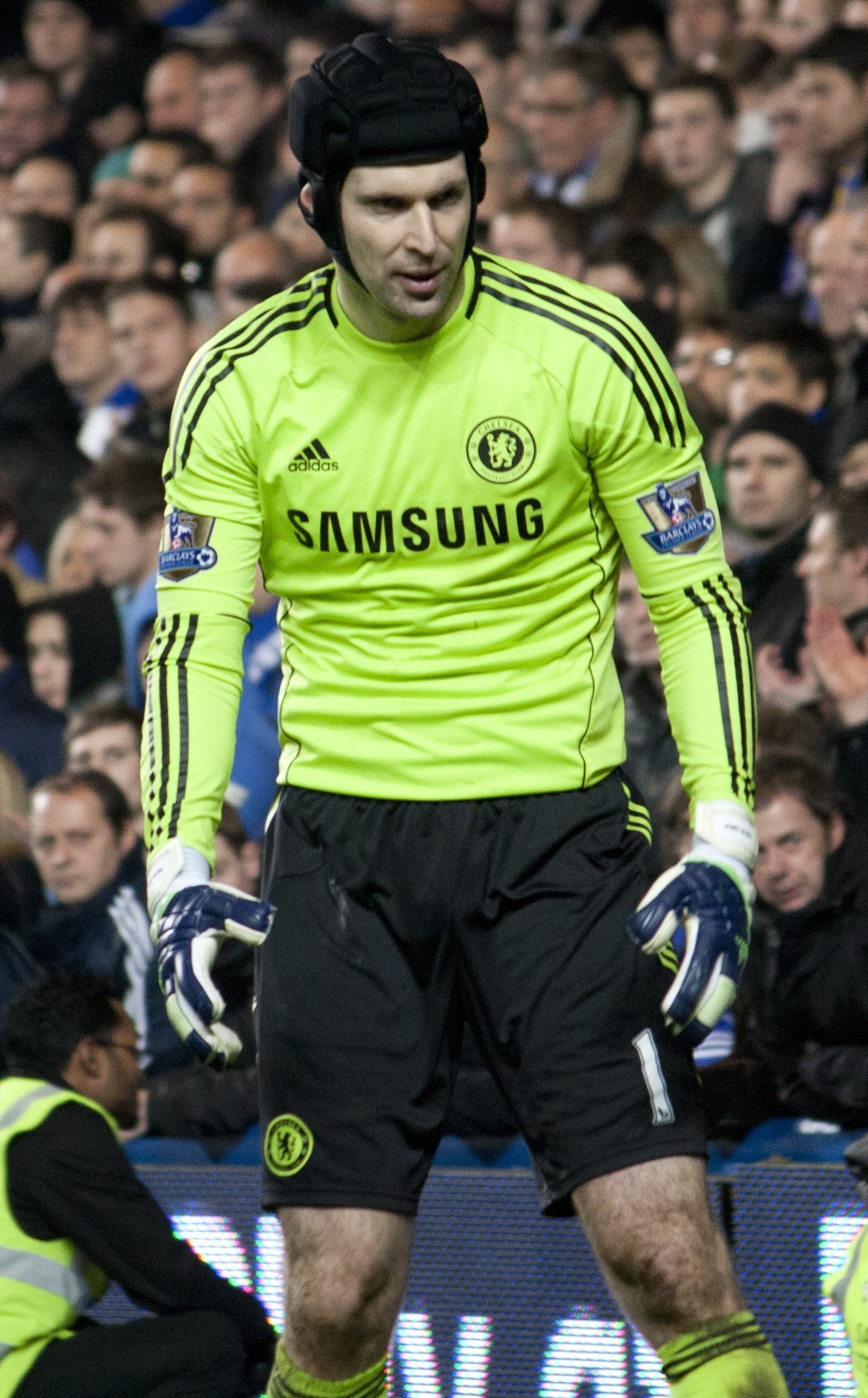
Čech con la maglia del nel 2010.

Il 9 agosto 2009 il Chelsea conquista il Community Shield contro il Manchester United, anche grazie alle parate del portiere ceco, sia nei tempi regolamentari che ai tiri di rigore.  Nella stagione 2009-2010 Čech vince la terza Premier League, giocando 34 partite e subendo 26 reti. In questa annata il portiere completa il double, conquistando anche la FA Cup. Nell'annata 2010-2011 gioca tutte le partite in Premier League.
La stagione 2011-2012 è quella della prima affermazione internazionale con la maglia del Chelsea: il 19 maggio 2012, nella finale contro il Bayern Monaco padrone di casa, Čech vince la sua prima Champions League. Nella stessa partita para un rigore ad Arjen Robben nel corso dei tempi supplementari e neutralizza quelli di Bastian Schweinsteiger e Ivica Olić nella serie dei calci di rigore, che danno ai Blues la vittoria finale dopo l'1-1 maturato al termine dei tempi supplementari. Il 28 maggio 2012 rinnova il suo contratto con il Chelsea fino al 2016. Nella stessa annata conquista anche la quarta FA Cup.
Nella stagione 2012-2013 vince il suo secondo trofeo internazionale, superando per 2-1 il Benfica nella finale di Europa League disputata il 15 maggio 2013. Dopo un'altra annata da titolare, nella stagione 2014-2015, con il ritorno dal prestito all'Atletico Madrid di Thibaut Courtois, José Mourinho decide di puntare sul giovane portiere belga e Čech accetta di rimanere al Chelsea come secondo portiere. Nello stesso anno vince la terza Football League Cup e la quarta Premier League, quest'ultima giocando solo 7 gare con 2 gol concessi.
Dopo 11 stagioni lascia il Chelsea, con cui ha giocato complessivamente 496 partite tra campionato e coppe, vincendo 15 trofei.

##### Arsenal

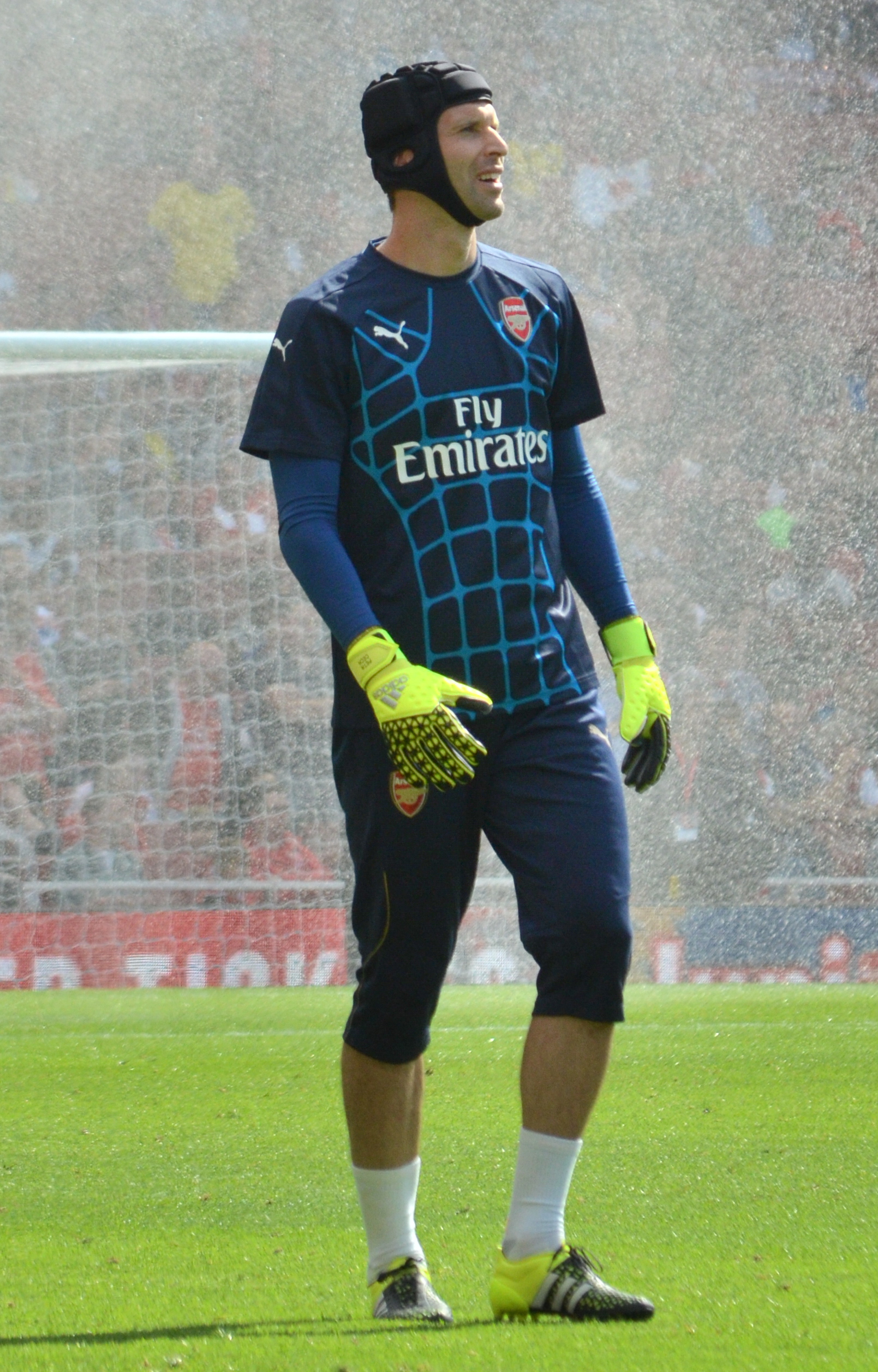
Čech in riscaldamento con l' nel 2015.

Il 29 giugno 2015 l'Arsenal ufficializza il suo acquisto per 11 milioni di euro. Il 2 agosto seguente fa il suo esordio con la nuova maglia, nel Community Shield contro il Chelsea (1-0), sua ex squadra, vincendo subito il primo trofeo con i Gunners, grazie anche ad alcuni suoi interventi decisivi. Una settimana dopo, fa il suo debutto in Premier League per l'Arsenal, nella sconfitta per 2-0 in casa contro il West Ham. Il 20 ottobre fa la sua prima apparizione in Champions per l'Arsenal nella vittoria per 2-0 contro il Bayern Monaco.
Il 27 maggio 2017 vince la FA Cup, nuovamente battendo in finale il Chelsea per 2-1. Il 6 agosto seguente vince nuovamente il Community Shield ancora una volta battendo il Chelsea, ai rigori (5-2, 1-1 dopo 90'). L'11 marzo 2018, dopo aver parato un rigore a Troy Deeney del Watford, è diventato il primo portiere della Premier League a mantenere per 200 volte la porta imbattuta.
Nella stagione 2018-2019 il nuovo manager Unai Emery (che sostituisce Arsène Wenger, storico allenatore francese rimasto sulla panchina dell'Arsenal per quasi 22 anni) lo conferma come portiere titolare, ma, in seguito ad un infortunio al tendine del ginocchio subito durante una partita contro il Watford, perde il posto da titolare in favore di Bernd Leno. Il 15 gennaio 2019 ufficializza l'imminente ritiro a fine stagione. Il 29 maggio seguente disputa la sua ultima partita in carriera che coincide con la finale di Europa League contro il Chelsea, che vince l'incontro per 4-1.
Lascia l'Arsenal dopo 140 partite giocate in tutte le competizioni e 3 trofei.

#### Nazionale

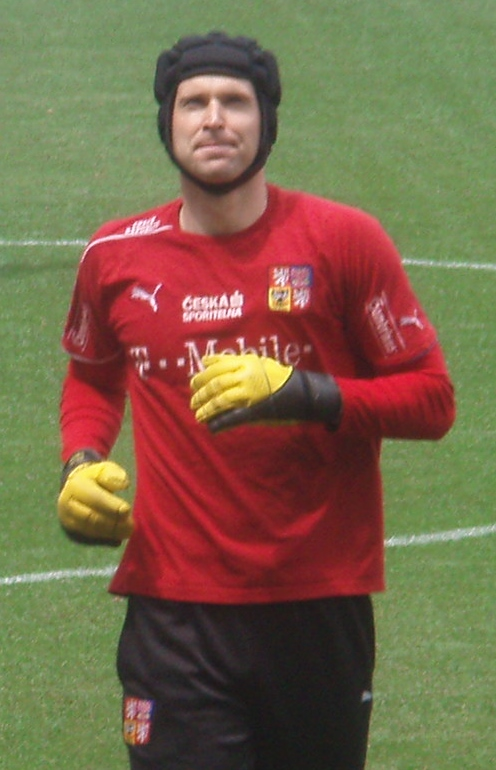
Čech in riscaldamento con la nazionale ceca nel 2010.

È stato un elemento di spicco della nazionale ceca; il suo esordio risale al 12 febbraio 2002, nel corso di un'amichevole contro la nazionale ungherese vinta per 2-0. Successivamente prende parte a 4 Europei (2004, 2008, 2012 e 2016) e un Mondiale (2006).
Al termine dell'Europeo 2004 è stato giudicato il miglior portiere della manifestazione, venendo inserito nell'All Star Team. La sua nazionale, invece, si ferma in semifinale contro la Grecia (che poi vincerà la competizione), che vince grazie ad un silver goal di Traïanos Dellas.

### Dirigente sportivo
Al termine della sua carriera professionistica, il 21 giugno 2019 viene nominato consulente tecnico del Chelsea.
Il 20 ottobre 2020, a un anno e mezzo dal ritiro come giocatore, il Chelsea comunica di averlo inserito nella lista dei giocatori per la Premier League, allo scopo di tutelarsi in caso di indisponibilità di altri portieri a causa del COVID-19.

### Hockeista su ghiaccio
Dopo 20 anni di calcio professionistico, il 9 ottobre 2019 ha annunciato di essersi avvicinato alla disciplina dell'hockey su ghiaccio, diventando il portiere dei Guildford Phoenix, squadra militante nella National Ice Hockey League Division 2, il quarto livello del campionato hockeistico inglese. Ha deciso di indossare il numero 39 in onore di Dominik Hašek. Dopo aver vinto il triplete con i Guildford Phoenix nel 2021-2022, per la stagione successiva ha firmato con i Chelmsford Chieftans della National Ice Hockey League Division 1. Nel giugno 2023 si è trasferito agli Oxford City Stars e nel novembre dello stesso anno si è unito in prestito ai Belfast Giants della Elite Ice Hockey League.

## Statistiche

### Presenze e reti nei club
| Stagione        | Squadra         | Campionato      | Campionato | Campionato | Coppe nazionali | Coppe nazionali | Coppe nazionali | Coppe continentali | Coppe continentali | Coppe continentali | Altre coppe | Altre coppe | Altre coppe  | Totale | Totale |
| Stagione        | Squadra         | Comp            | Pres       | Reti       | Comp            | Pres            | Reti            | Comp               | Pres               | Reti               | Comp        | Pres        | Reti         | Pres   | Reti   |
| --------------- | --------------- | --------------- | ---------- | ---------- | --------------- | --------------- | --------------- | ------------------ | ------------------ | ------------------ | ----------- | ----------- | ------------ | ------ | ------ |
| 1999-2000       | Blšany          | 1L              | 1          | -3         | CC              | 1               | -1              | -                  | -                  | -                  | -           | -           | -            | 2      | -4     |
| 2000-2001       | Blšany          | 1L              | 26         | -29        | CC              | 0               | 0               | -                  | -                  | -                  | -           | -           | -            | 26     | -29    |
| Totale Blšany   | Totale Blšany   | Totale Blšany   | 27         | -32        |                 | 1               | -1              |                    | -                  | -                  |             | -           | -            | 28     | -33    |
| 2001-2002       | Sparta Praga    | 1L              | 27         | -13        | CC              | 3               | -2              | UCL                | 12                 | -12                | -           | -           | -            | 42     | -27    |
| 2002-2003       | Rennes          | L1              | 37         | -41        | CF+CdL          | 4+0             | -4              | -                  | -                  | -                  | -           | -           | -            | 41     | -45    |
| 2003-2004       | Rennes          | L1              | 33         | -32        | CF+CdL          | 3+1             | -2 + 0          | -                  | -                  | -                  | -           | -           | -            | 37     | -34    |
| Totale Rennes   | Totale Rennes   | Totale Rennes   | 70         | -73        |                 | 8               | -6              |                    | -                  | -                  |             | -           | -            | 78     | -79    |
| 2004-2005       | Chelsea         | PL              | 35         | -13        | FACup+CdL       | 0+2             | -3              | UCL                | 11                 | -13                | -           | -           | -            | 48     | -29    |
| 2005-2006       | Chelsea         | PL              | 34         | -20        | FACup+CdL       | 0+0             | 0               | UCL                | 7                  | -4                 | CS          | 1           | -1           | 42     | -25    |
| 2006-2007       | Chelsea         | PL              | 20         | -8         | FACup+CdL       | 6+2             | -5 + -1         | UCL                | 8                  | -9                 | -           | -           | -            | 36     | -23    |
| 2007-2008       | Chelsea         | PL              | 26         | -17        | FACup+CdL       | 1+3             | -1 + -2         | UCL                | 9                  | -11                | CS          | 1           | -1           | 40     | -32    |
| 2008-2009       | Chelsea         | PL              | 35         | -24        | FACup+CdL       | 6+1             | -5 + 0          | UCL                | 12                 | -13                | -           | -           | -            | 54     | -42    |
| 2009-2010       | Chelsea         | PL              | 34         | -26        | FACup+CdL       | 2+0             | 0               | UCL                | 6                  | -4                 | CS          | 1           | -2           | 43     | -32    |
| 2010-2011       | Chelsea         | PL              | 38         | -33        | FACup+CdL       | 3+0             | -5              | UCL                | 9                  | -6                 | -           | -           | -            | 50     | -44    |
| 2011-2012       | Chelsea         | PL              | 34         | -39        | FACup+CdL       | 7+2             | -5 + -1         | UCL                | 13                 | -12                | -           | -           | -            | 56     | -57    |
| 2012-2013       | Chelsea         | PL              | 36         | -36        | FACup+CdL       | 5+3             | -4 + -5         | UCL+UEL            | 6+9                | -10 + -10          | CS+SU+Cmc   | 1+1+2       | -3 + -4 + -2 | 63     | -74    |
| 2013-2014       | Chelsea         | PL              | 34         | -24        | FACup+CdL       | 1+0             | -2              | UCL                | 10                 | -7                 | SU          | 1           | -2           | 46     | -35    |
| 2014-2015       | Chelsea         | PL              | 7          | -2         | FACup+CdL       | 2+4             | -4 + -3         | UCL                | 3                  | -2                 | -           | -           | -            | 16     | -11    |
| Totale Chelsea  | Totale Chelsea  | Totale Chelsea  | 333        | -242       |                 | 50              | -46             |                    | 103                | -101               |             | 8           | -15          | 494    | -404   |
| 2015-2016       | Arsenal         | PL              | 34         | -31        | FACup+CdL       | 1+1             | -1 + -3         | UCL                | 5                  | -7                 | CS          | 1           | 0            | 42     | -42    |
| 2016-2017       | Arsenal         | PL              | 35         | -37        | FACup+CdL       | 2+0             | -1              | UCL                | 0                  | 0                  | -           | -           | -            | 37     | -38    |
| 2017-2018       | Arsenal         | PL              | 34         | -48        | FACup+CdL       | 0               | 0               | UEL                | 3                  | -3                 | CS          | 1           | -1           | 38     | -52    |
| 2018-2019       | Arsenal         | PL              | 7          | -9         | FACup+CdL       | 2+2             | -3 + -3         | UEL                | 11                 | -7                 | -           | -           | -            | 22     | -22    |
| Totale Arsenal  | Totale Arsenal  | Totale Arsenal  | 110        | -125       |                 | 8               | -11             |                    | 19                 | -17                |             | 2           | -1           | 139    | -154   |
| Totale carriera | Totale carriera | Totale carriera | 567        | -475       |                 | 70              | -66             |                    | 134                | -130               |             | 10          | -16          | 781    | -685   |

### Cronologia presenze e reti in nazionale
| Cronologia completa delle presenze e delle reti in nazionale ― Rep. Ceca | Cronologia completa delle presenze e delle reti in nazionale ― Rep. Ceca | Cronologia completa delle presenze e delle reti in nazionale ― Rep. Ceca | Cronologia completa delle presenze e delle reti in nazionale ― Rep. Ceca | Cronologia completa delle presenze e delle reti in nazionale ― Rep. Ceca | Cronologia completa delle presenze e delle reti in nazionale ― Rep. Ceca | Cronologia completa delle presenze e delle reti in nazionale ― Rep. Ceca | Cronologia completa delle presenze e delle reti in nazionale ― Rep. Ceca |
| Data                                                                     | Città                                                                    | In casa                                                                  | Risultato                                                                | Ospiti                                                                   | Competizione                                                             | Reti                                                                     | Note                                                                     |
| ------------------------------------------------------------------------ | ------------------------------------------------------------------------ | ------------------------------------------------------------------------ | ------------------------------------------------------------------------ | ------------------------------------------------------------------------ | ------------------------------------------------------------------------ | ------------------------------------------------------------------------ | ------------------------------------------------------------------------ |
| 12-2-2002                                                                | Larnaca                                                                  | Rep. Ceca                                                                | 2 – 0                                                                    | Ungheria                                                                 | Amichevole                                                               | -                                                                        | 76’                                                                      |
| 27-3-2002                                                                | Cardiff                                                                  | Galles                                                                   | 0 – 0                                                                    | Rep. Ceca                                                                | Amichevole                                                               | -                                                                        | 46’                                                                      |
| 21-8-2002                                                                | Olomouc                                                                  | Rep. Ceca                                                                | 4 – 1                                                                    | Slovacchia                                                               | Amichevole                                                               | -                                                                        | 46’                                                                      |
| 6-9-2002                                                                 | Praga                                                                    | Rep. Ceca                                                                | 5 – 0                                                                    | Jugoslavia                                                               | Amichevole                                                               | -                                                                        |                                                                          |
| 12-10-2002                                                               | Chișinău                                                                 | Moldavia                                                                 | 0 – 2                                                                    | Rep. Ceca                                                                | Qual. Euro 2004                                                          | -                                                                        |                                                                          |
| 16-10-2002                                                               | Teplice                                                                  | Rep. Ceca                                                                | 2 – 0                                                                    | Bielorussia                                                              | Qual. Euro 2004                                                          | -                                                                        |                                                                          |
| 20-11-2002                                                               | Teplice                                                                  | Rep. Ceca                                                                | 3 – 3                                                                    | Svezia                                                                   | Amichevole                                                               | -2                                                                       | 46’                                                                      |
| 12-2-2003                                                                | Saint-Denis                                                              | Francia                                                                  | 0 – 2                                                                    | Rep. Ceca                                                                | Amichevole                                                               | -                                                                        |                                                                          |
| 29-3-2003                                                                | Rotterdam                                                                | Paesi Bassi                                                              | 1 – 1                                                                    | Rep. Ceca                                                                | Qual. Euro 2004                                                          | -1                                                                       |                                                                          |
| 2-4-2003                                                                 | Praga                                                                    | Rep. Ceca                                                                | 4 – 0                                                                    | Austria                                                                  | Qual. Euro 2004                                                          | -                                                                        |                                                                          |
| 30-4-2003                                                                | Teplice                                                                  | Rep. Ceca                                                                | 4 – 0                                                                    | Turchia                                                                  | Amichevole                                                               | -                                                                        | 46’                                                                      |
| 11-6-2003                                                                | Olomouc                                                                  | Rep. Ceca                                                                | 5 – 0                                                                    | Moldavia                                                                 | Qual. Euro 2004                                                          | -                                                                        |                                                                          |
| 6-9-2003                                                                 | Minsk                                                                    | Bielorussia                                                              | 1 – 3                                                                    | Rep. Ceca                                                                | Qual. Euro 2004                                                          | -1                                                                       |                                                                          |
| 10-9-2003                                                                | Praga                                                                    | Rep. Ceca                                                                | 3 – 1                                                                    | Paesi Bassi                                                              | Qual. Euro 2004                                                          | -1                                                                       |                                                                          |
| 11-10-2003                                                               | Vienna                                                                   | Austria                                                                  | 2 – 3                                                                    | Rep. Ceca                                                                | Qual. Euro 2004                                                          | -2                                                                       |                                                                          |
| 31-3-2004                                                                | Dublino                                                                  | Irlanda                                                                  | 2 – 1                                                                    | Rep. Ceca                                                                | Amichevole                                                               | -                                                                        | 46’                                                                      |
| 28-4-2004                                                                | Praga                                                                    | Rep. Ceca                                                                | 0 – 1                                                                    | Giappone                                                                 | Amichevole                                                               | -1                                                                       | 46’                                                                      |
| 2-6-2004                                                                 | Praga                                                                    | Rep. Ceca                                                                | 3 – 1                                                                    | Bulgaria                                                                 | Amichevole                                                               | -                                                                        | 46’                                                                      |
| 6-6-2004                                                                 | Teplice                                                                  | Rep. Ceca                                                                | 2 – 0                                                                    | Estonia                                                                  | Amichevole                                                               | -                                                                        | 46’                                                                      |
| 15-6-2004                                                                | Aveiro                                                                   | Rep. Ceca                                                                | 2 – 1                                                                    | Lettonia                                                                 | Euro 2004 - 1º turno                                                     | -1                                                                       |                                                                          |
| 19-6-2004                                                                | Aveiro                                                                   | Paesi Bassi                                                              | 2 – 3                                                                    | Rep. Ceca                                                                | Euro 2004 - 1º turno                                                     | -2                                                                       |                                                                          |
| 27-6-2004                                                                | Porto                                                                    | Rep. Ceca                                                                | 3 – 0                                                                    | Danimarca                                                                | Euro 2004 - Quarti di finale                                             | -                                                                        |                                                                          |
| 1-7-2004                                                                 | Porto                                                                    | Grecia                                                                   | 1 – 0 dts                                                                | Rep. Ceca                                                                | Euro 2004 - Semifinale                                                   | -1                                                                       |                                                                          |
| 18-8-2004                                                                | Praga                                                                    | Rep. Ceca                                                                | 0 – 0                                                                    | Grecia                                                                   | Amichevole                                                               | -                                                                        |                                                                          |
| 8-9-2004                                                                 | Amsterdam                                                                | Paesi Bassi                                                              | 2 – 0                                                                    | Rep. Ceca                                                                | Qual. Mondiali 2006                                                      | -2                                                                       |                                                                          |
| 9-10-2004                                                                | Praga                                                                    | Rep. Ceca                                                                | 1 – 0                                                                    | Romania                                                                  | Qual. Mondiali 2006                                                      | -                                                                        |                                                                          |
| 13-10-2004                                                               | Erevan                                                                   | Armenia                                                                  | 0 – 3                                                                    | Rep. Ceca                                                                | Qual. Mondiali 2006                                                      | -                                                                        |                                                                          |
| 17-11-2004                                                               | Skopje                                                                   | Macedonia                                                                | 0 – 2                                                                    | Rep. Ceca                                                                | Qual. Mondiali 2006                                                      | -                                                                        |                                                                          |
| 26-3-2005                                                                | Teplice                                                                  | Rep. Ceca                                                                | 4 – 3                                                                    | Finlandia                                                                | Qual. Mondiali 2006                                                      | -3                                                                       |                                                                          |
| 30-3-2005                                                                | Andorra la Vella                                                         | Andorra                                                                  | 0 – 4                                                                    | Rep. Ceca                                                                | Qual. Mondiali 2006                                                      | -                                                                        |                                                                          |
| 4-6-2005                                                                 | Liberec                                                                  | Rep. Ceca                                                                | 8 – 1                                                                    | Andorra                                                                  | Qual. Mondiali 2006                                                      | -1                                                                       |                                                                          |
| 8-6-2005                                                                 | Teplice                                                                  | Rep. Ceca                                                                | 6 – 1                                                                    | Macedonia                                                                | Qual. Mondiali 2006                                                      | -1                                                                       |                                                                          |
| 17-8-2005                                                                | Göteborg                                                                 | Svezia                                                                   | 2 – 1                                                                    | Rep. Ceca                                                                | Amichevole                                                               | -2                                                                       |                                                                          |
| 3-9-2005                                                                 | Costanza                                                                 | Romania                                                                  | 2 – 0                                                                    | Rep. Ceca                                                                | Qual. Mondiali 2006                                                      | -2                                                                       |                                                                          |
| 8-10-2005                                                                | Praga                                                                    | Rep. Ceca                                                                | 0 – 2                                                                    | Paesi Bassi                                                              | Qual. Mondiali 2006                                                      | -2                                                                       |                                                                          |
| 12-10-2005                                                               | Helsinki                                                                 | Finlandia                                                                | 0 – 3                                                                    | Rep. Ceca                                                                | Qual. Mondiali 2006                                                      | -                                                                        |                                                                          |
| 12-11-2005                                                               | Oslo                                                                     | Norvegia                                                                 | 0 – 1                                                                    | Rep. Ceca                                                                | Qual. Mondiali 2006                                                      | -                                                                        |                                                                          |
| 16-11-2005                                                               | Praga                                                                    | Rep. Ceca                                                                | 1 – 0                                                                    | Norvegia                                                                 | Qual. Mondiali 2006                                                      | -                                                                        |                                                                          |
| 1-3-2006                                                                 | Smirne                                                                   | Turchia                                                                  | 2 – 2                                                                    | Rep. Ceca                                                                | Amichevole                                                               | -2                                                                       |                                                                          |
| 26-5-2006                                                                | Innsbruck                                                                | Rep. Ceca                                                                | 2 – 0                                                                    | Arabia Saudita                                                           | Amichevole                                                               | -                                                                        |                                                                          |
| 3-6-2006                                                                 | Praga                                                                    | Rep. Ceca                                                                | 3 – 0                                                                    | Trinidad e Tobago                                                        | Amichevole                                                               | -                                                                        |                                                                          |
| 12-6-2006                                                                | Gelsenkirchen                                                            | Stati Uniti                                                              | 0 – 3                                                                    | Rep. Ceca                                                                | Mondiali 2006 - 1º turno                                                 | -                                                                        |                                                                          |
| 17-6-2006                                                                | Colonia                                                                  | Rep. Ceca                                                                | 0 – 2                                                                    | Ghana                                                                    | Mondiali 2006 - 1º turno                                                 | -2                                                                       |                                                                          |
| 22-6-2006                                                                | Amburgo                                                                  | Rep. Ceca                                                                | 0 – 2                                                                    | Italia                                                                   | Mondiali 2006 - 1º turno                                                 | -2                                                                       |                                                                          |
| 2-9-2006                                                                 | Teplice                                                                  | Rep. Ceca                                                                | 2 – 1                                                                    | Galles                                                                   | Qual. Euro 2008                                                          | -1                                                                       |                                                                          |
| 6-9-2006                                                                 | Bratislava                                                               | Slovacchia                                                               | 0 – 3                                                                    | Rep. Ceca                                                                | Qual. Euro 2008                                                          | -                                                                        |                                                                          |
| 7-10-2006                                                                | Liberec                                                                  | Rep. Ceca                                                                | 7 – 0                                                                    | San Marino                                                               | Qual. Euro 2008                                                          | -                                                                        |                                                                          |
| 11-10-2006                                                               | Dublino                                                                  | Irlanda                                                                  | 1 – 1                                                                    | Rep. Ceca                                                                | Qual. Euro 2008                                                          | -1                                                                       |                                                                          |
| 7-2-2007                                                                 | Bruxelles                                                                | Belgio                                                                   | 0 – 2                                                                    | Rep. Ceca                                                                | Amichevole                                                               | -                                                                        |                                                                          |
| 24-3-2007                                                                | Praga                                                                    | Rep. Ceca                                                                | 1 – 2                                                                    | Germania                                                                 | Qual. Euro 2008                                                          | -2                                                                       |                                                                          |
| 28-3-2007                                                                | Liberec                                                                  | Rep. Ceca                                                                | 1 – 0                                                                    | Cipro                                                                    | Qual. Euro 2008                                                          | -                                                                        |                                                                          |
| 2-6-2007                                                                 | Cardiff                                                                  | Galles                                                                   | 0 – 0                                                                    | Rep. Ceca                                                                | Qual. Euro 2008                                                          | -                                                                        |                                                                          |
| 22-8-2007                                                                | Vienna                                                                   | Austria                                                                  | 1 – 1                                                                    | Rep. Ceca                                                                | Amichevole                                                               | -1                                                                       | cap.                                                                     |
| 8-9-2007                                                                 | Serravalle                                                               | San Marino                                                               | 0 – 3                                                                    | Rep. Ceca                                                                | Qual. Euro 2008                                                          | -                                                                        |                                                                          |
| 12-9-2007                                                                | Praga                                                                    | Rep. Ceca                                                                | 1 – 0                                                                    | Irlanda                                                                  | Qual. Euro 2008                                                          | -                                                                        |                                                                          |
| 17-10-2007                                                               | Monaco di Baviera                                                        | Germania                                                                 | 0 – 3                                                                    | Rep. Ceca                                                                | Qual. Euro 2008                                                          | -                                                                        | cap.                                                                     |
| 6-2-2008                                                                 | Larnaca                                                                  | Polonia                                                                  | 2 – 0                                                                    | Rep. Ceca                                                                | Amichevole                                                               | -2                                                                       |                                                                          |
| 27-5-2008                                                                | Praga                                                                    | Rep. Ceca                                                                | 2 – 0                                                                    | Lituania                                                                 | Amichevole                                                               | -                                                                        |                                                                          |
| 30-5-2008                                                                | Praga                                                                    | Rep. Ceca                                                                | 3 – 1                                                                    | Scozia                                                                   | Amichevole                                                               | -1                                                                       |                                                                          |
| 7-6-2008                                                                 | Basilea                                                                  | Svizzera                                                                 | 0 – 1                                                                    | Rep. Ceca                                                                | Euro 2008 - 1º turno                                                     | -                                                                        |                                                                          |
| 11-6-2008                                                                | Ginevra                                                                  | Rep. Ceca                                                                | 1 – 3                                                                    | Portogallo                                                               | Euro 2008 - 1º turno                                                     | -3                                                                       |                                                                          |
| 15-6-2008                                                                | Ginevra                                                                  | Rep. Ceca                                                                | 2 – 3                                                                    | Turchia                                                                  | Euro 2008 - 1º turno                                                     | -3                                                                       |                                                                          |
| 20-8-2008                                                                | Londra                                                                   | Inghilterra                                                              | 2 – 2                                                                    | Rep. Ceca                                                                | Amichevole                                                               | -2                                                                       |                                                                          |
| 10-9-2008                                                                | Belfast                                                                  | Irlanda del Nord                                                         | 0 – 0                                                                    | Rep. Ceca                                                                | Qual. Mondiali 2010                                                      | -                                                                        |                                                                          |
| 11-10-2008                                                               | Chorzów                                                                  | Polonia                                                                  | 2 – 1                                                                    | Rep. Ceca                                                                | Qual. Mondiali 2010                                                      | -2                                                                       |                                                                          |
| 28-3-2009                                                                | Maribor                                                                  | Slovenia                                                                 | 0 – 0                                                                    | Rep. Ceca                                                                | Qual. Mondiali 2010                                                      | -                                                                        |                                                                          |
| 1-4-2009                                                                 | Praga                                                                    | Rep. Ceca                                                                | 1 – 2                                                                    | Slovacchia                                                               | Qual. Mondiali 2010                                                      | -2                                                                       | cap.                                                                     |
| 12-8-2009                                                                | Teplice                                                                  | Rep. Ceca                                                                | 3 – 1                                                                    | Belgio                                                                   | Amichevole                                                               | -1                                                                       | cap.                                                                     |
| 5-9-2009                                                                 | Bratislava                                                               | Slovacchia                                                               | 2 – 2                                                                    | Rep. Ceca                                                                | Qual. Mondiali 2010                                                      | -2                                                                       | cap.                                                                     |
| 9-9-2009                                                                 | Uherské Hradiště                                                         | Rep. Ceca                                                                | 7 – 0                                                                    | San Marino                                                               | Qual. Mondiali 2010                                                      | -                                                                        | cap.                                                                     |
| 10-10-2009                                                               | Praga                                                                    | Rep. Ceca                                                                | 2 – 0                                                                    | Polonia                                                                  | Qual. Mondiali 2010                                                      | -                                                                        | cap.                                                                     |
| 14-10-2009                                                               | Praga                                                                    | Rep. Ceca                                                                | 0 – 0                                                                    | Irlanda del Nord                                                         | Qual. Mondiali 2010                                                      | -                                                                        | cap.                                                                     |
| 22-5-2010                                                                | Harrison                                                                 | Turchia                                                                  | 2 – 1                                                                    | Rep. Ceca                                                                | Amichevole                                                               | -2                                                                       | cap.                                                                     |
| 26-5-2010                                                                | East Hartford                                                            | Stati Uniti                                                              | 2 – 4                                                                    | Rep. Ceca                                                                | Amichevole                                                               | -2                                                                       | cap.                                                                     |
| 7-9-2010                                                                 | Olomouc                                                                  | Rep. Ceca                                                                | 0 – 1                                                                    | Lituania                                                                 | Qual. Euro 2012                                                          | -1                                                                       |                                                                          |
| 8-10-2010                                                                | Praga                                                                    | Rep. Ceca                                                                | 2 – 0                                                                    | Scozia                                                                   | Qual. Euro 2012                                                          | -                                                                        |                                                                          |
| 12-10-2010                                                               | Vaduz                                                                    | Liechtenstein                                                            | 0 – 2                                                                    | Rep. Ceca                                                                | Qual. Euro 2012                                                          | -                                                                        |                                                                          |
| 17-11-2010                                                               | Aarhus                                                                   | Danimarca                                                                | 0 – 0                                                                    | Rep. Ceca                                                                | Amichevole                                                               | -                                                                        |                                                                          |
| 9-2-2011                                                                 | Pola                                                                     | Croazia                                                                  | 4 – 2                                                                    | Rep. Ceca                                                                | Amichevole                                                               | -4                                                                       |                                                                          |
| 25-3-2011                                                                | Granada                                                                  | Spagna                                                                   | 2 – 1                                                                    | Rep. Ceca                                                                | Qual. Euro 2012                                                          | -2                                                                       |                                                                          |
| 29-3-2011                                                                | České Budějovice                                                         | Rep. Ceca                                                                | 2 – 0                                                                    | Liechtenstein                                                            | Qual. Euro 2012                                                          | -                                                                        |                                                                          |
| 4-6-2011                                                                 | Matsumoto                                                                | Rep. Ceca                                                                | 0 – 0                                                                    | Perù                                                                     | Kirin Cup                                                                | -                                                                        | cap.                                                                     |
| 7-6-2011                                                                 | Yokohama                                                                 | Giappone                                                                 | 0 – 0                                                                    | Rep. Ceca                                                                | Kirin Cup                                                                | -                                                                        | cap.                                                                     |
| 10-8-2011                                                                | Oslo                                                                     | Norvegia                                                                 | 3 – 0                                                                    | Rep. Ceca                                                                | Amichevole                                                               | -3                                                                       | 88’                                                                      |
| 7-10-2011                                                                | Praga                                                                    | Rep. Ceca                                                                | 0 – 2                                                                    | Spagna                                                                   | Qual. Euro 2012                                                          | -2                                                                       |                                                                          |
| 11-10-2011                                                               | Kaunas                                                                   | Lituania                                                                 | 1 – 4                                                                    | Rep. Ceca                                                                | Qual. Euro 2012                                                          | -1                                                                       | cap.                                                                     |
| 11-11-2011                                                               | Praga                                                                    | Rep. Ceca                                                                | 2 – 0                                                                    | Montenegro                                                               | Qual. Euro 2012                                                          | -                                                                        |                                                                          |
| 15-11-2011                                                               | Podgorica                                                                | Montenegro                                                               | 0 – 1                                                                    | Rep. Ceca                                                                | Qual. Euro 2012                                                          | -                                                                        |                                                                          |
| 29-2-2012                                                                | Dublino                                                                  | Irlanda                                                                  | 1 – 1                                                                    | Rep. Ceca                                                                | Amichevole                                                               | -1                                                                       | cap.                                                                     |
| 1-6-2012                                                                 | Praga                                                                    | Rep. Ceca                                                                | 1 – 2                                                                    | Ungheria                                                                 | Amichevole                                                               | -2                                                                       | cap.                                                                     |
| 8-6-2012                                                                 | Breslavia                                                                | Russia                                                                   | 4 – 1                                                                    | Rep. Ceca                                                                | Euro 2012 - 1º turno                                                     | -4                                                                       |                                                                          |
| 12-6-2012                                                                | Breslavia                                                                | Grecia                                                                   | 1 – 2                                                                    | Rep. Ceca                                                                | Euro 2012 - 1º turno                                                     | -1                                                                       | cap.                                                                     |
| 16-6-2012                                                                | Breslavia                                                                | Rep. Ceca                                                                | 1 – 0                                                                    | Polonia                                                                  | Euro 2012 - 1º turno                                                     | -                                                                        | cap.                                                                     |
| 21-6-2012                                                                | Varsavia                                                                 | Rep. Ceca                                                                | 0 – 1                                                                    | Portogallo                                                               | Euro 2012 - Quarti di finale                                             | -1                                                                       | cap.                                                                     |
| 15-8-2012                                                                | Leopoli                                                                  | Ucraina                                                                  | 0 – 0                                                                    | Rep. Ceca                                                                | Amichevole                                                               | -                                                                        | cap.                                                                     |
| 8-9-2012                                                                 | Copenaghen                                                               | Danimarca                                                                | 0 – 0                                                                    | Rep. Ceca                                                                | Qual. Mondiali 2014                                                      | -                                                                        | cap.                                                                     |
| 12-10-2012                                                               | Plzeň                                                                    | Rep. Ceca                                                                | 3 – 1                                                                    | Malta                                                                    | Qual. Mondiali 2014                                                      | -1                                                                       | cap.                                                                     |
| 16-10-2012                                                               | Praga                                                                    | Rep. Ceca                                                                | 0 – 0                                                                    | Bulgaria                                                                 | Qual. Mondiali 2014                                                      | -                                                                        | cap.                                                                     |
| 22-3-2013                                                                | Olomouc                                                                  | Rep. Ceca                                                                | 0 – 3                                                                    | Danimarca                                                                | Qual. Mondiali 2014                                                      | -3                                                                       | cap.                                                                     |
| 26-3-2013                                                                | Erevan                                                                   | Armenia                                                                  | 0 – 3                                                                    | Rep. Ceca                                                                | Qual. Mondiali 2014                                                      | -                                                                        |                                                                          |
| 7-6-2013                                                                 | Praga                                                                    | Rep. Ceca                                                                | 0 – 0                                                                    | Italia                                                                   | Qual. Mondiali 2014                                                      | -                                                                        |                                                                          |
| 6-9-2013                                                                 | Praga                                                                    | Rep. Ceca                                                                | 1 – 2                                                                    | Armenia                                                                  | Qual. Mondiali 2014                                                      | -2                                                                       |                                                                          |
| 10-9-2013                                                                | Torino                                                                   | Italia                                                                   | 2 – 1                                                                    | Rep. Ceca                                                                | Qual. Mondiali 2014                                                      | -2                                                                       |                                                                          |
| 11-10-2013                                                               | Ta' Qali                                                                 | Malta                                                                    | 1 – 4                                                                    | Rep. Ceca                                                                | Qual. Mondiali 2014                                                      | -1                                                                       | cap.                                                                     |
| 15-10-2013                                                               | Sofia                                                                    | Bulgaria                                                                 | 0 – 1                                                                    | Rep. Ceca                                                                | Qual. Mondiali 2014                                                      | -                                                                        | cap.                                                                     |
| 15-11-2013                                                               | Olomouc                                                                  | Rep. Ceca                                                                | 2 – 0                                                                    | Canada                                                                   | Amichevole                                                               | -                                                                        | cap.                                                                     |
| 5-3-2014                                                                 | Praga                                                                    | Rep. Ceca                                                                | 2 – 2                                                                    | Norvegia                                                                 | Amichevole                                                               | -2                                                                       |                                                                          |
| 3-9-2014                                                                 | Praga                                                                    | Rep. Ceca                                                                | 0 – 1                                                                    | Stati Uniti                                                              | Amichevole                                                               | -1                                                                       |                                                                          |
| 9-9-2014                                                                 | Praga                                                                    | Rep. Ceca                                                                | 2 – 1                                                                    | Paesi Bassi                                                              | Qual. Euro 2016                                                          | -1                                                                       |                                                                          |
| 10-10-2014                                                               | Istanbul                                                                 | Turchia                                                                  | 1 – 2                                                                    | Rep. Ceca                                                                | Qual. Euro 2016                                                          | -1                                                                       |                                                                          |
| 13-10-2014                                                               | Astana                                                                   | Kazakistan                                                               | 2 – 4                                                                    | Rep. Ceca                                                                | Qual. Euro 2016                                                          | -2                                                                       | cap.                                                                     |
| 16-11-2014                                                               | Plzeň                                                                    | Rep. Ceca                                                                | 2 – 1                                                                    | Islanda                                                                  | Qual. Euro 2016                                                          | -1                                                                       |                                                                          |
| 28-3-2015                                                                | Praga                                                                    | Rep. Ceca                                                                | 1 – 1                                                                    | Lettonia                                                                 | Qual. Euro 2016                                                          | -1                                                                       |                                                                          |
| 12-6-2015                                                                | Reykjavík                                                                | Islanda                                                                  | 2 – 1                                                                    | Rep. Ceca                                                                | Qual. Euro 2016                                                          | -2                                                                       |                                                                          |
| 3-9-2015                                                                 | Plzeň                                                                    | Rep. Ceca                                                                | 2 – 1                                                                    | Kazakistan                                                               | Qual. Euro 2016                                                          | -1                                                                       | cap.                                                                     |
| 6-9-2015                                                                 | Riga                                                                     | Lettonia                                                                 | 1 – 2                                                                    | Rep. Ceca                                                                | Qual. Euro 2016                                                          | -1                                                                       | cap.                                                                     |
| 13-10-2015                                                               | Amsterdam                                                                | Paesi Bassi                                                              | 2 – 3                                                                    | Rep. Ceca                                                                | Qual. Euro 2016                                                          | -2                                                                       | cap.                                                                     |
| 17-11-2015                                                               | Breslavia                                                                | Polonia                                                                  | 3 – 1                                                                    | Rep. Ceca                                                                | Amichevole                                                               | -3                                                                       | cap.                                                                     |
| 27-5-2016                                                                | Kufstein                                                                 | Rep. Ceca                                                                | 6 – 0                                                                    | Malta                                                                    | Amichevole                                                               | -                                                                        | 46’                                                                      |
| 1-6-2016                                                                 | Innsbruck                                                                | Russia                                                                   | 1 – 2                                                                    | Rep. Ceca                                                                | Amichevole                                                               | -1                                                                       |                                                                          |
| 5-6-2016                                                                 | Praga                                                                    | Rep. Ceca                                                                | 1 – 2                                                                    | Corea del Sud                                                            | Amichevole                                                               | -2                                                                       |                                                                          |
| 13-6-2016                                                                | Tolosa                                                                   | Spagna                                                                   | 1 – 0                                                                    | Rep. Ceca                                                                | Euro 2016 - 1º turno                                                     | -1                                                                       |                                                                          |
| 17-6-2016                                                                | Saint-Étienne                                                            | Rep. Ceca                                                                | 2 – 2                                                                    | Croazia                                                                  | Euro 2016 - 1º turno                                                     | -2                                                                       |                                                                          |
| 21-6-2016                                                                | Lens                                                                     | Rep. Ceca                                                                | 0 – 2                                                                    | Turchia                                                                  | Euro 2016 - 1º turno                                                     | -2                                                                       | cap.                                                                     |
| Totale                                                                   |                                                                          | Presenze (1º posto)                                                      | 124                                                                      |                                                                          | Reti                                                                     | -115                                                                     |                                                                          |

## Palmarès

### Calcio

#### Club

##### Competizioni nazionali
- Coppa di Lega inglese: 3

Chelsea: 2004-2005, 2006-2007, 2014-2015
- Campionato inglese: 4

Chelsea: 2004-2005, 2005-2006, 2009-2010, 2014-2015
- Community Shield: 4

Chelsea: 2005, 2009
Arsenal: 2015, 2017
- Coppa d'Inghilterra: 5

Chelsea: 2006-2007, 2008-2009, 2009-2010, 2011-2012
Arsenal: 2016-2017

##### Competizioni internazionali
- UEFA Champions League: 1

Chelsea: 2011-2012
- UEFA Europa League: 1

Chelsea: 2012-2013

#### Nazionale
- Campionato d'Europa Under-21: 1

Svizzera 2002

#### Individuale
- Talento ceco dell'anno: 1

2001
- Miglior giocatore dell'Europeo Under-21: 1

Svizzera 2002
- Squadra dell'anno ESM: 2

2004-2005, 2005-2006
- UEFA Club Football Awards: 3

Miglior portiere: 2004-2005, 2006-2007, 2007-2008
- Calciatore ceco dell'anno: 9

2005, 2008, 2009, 2010, 2011, 2012, 2013, 2015, 2016
- Zlatý míč: 10

2005, 2006, 2007, 2008, 2010, 2011, 2012, 2013, 2014, 2016
- Miglior portiere dell'anno IFFHS: 1

2005
- Miglior portiere della Premier League: 3

2009-2010, 2013-2014, 2015-2016
- Miglior Portiere della UEFA Europa League: 1

2018-2019